# Termas de Pedras Salgadas

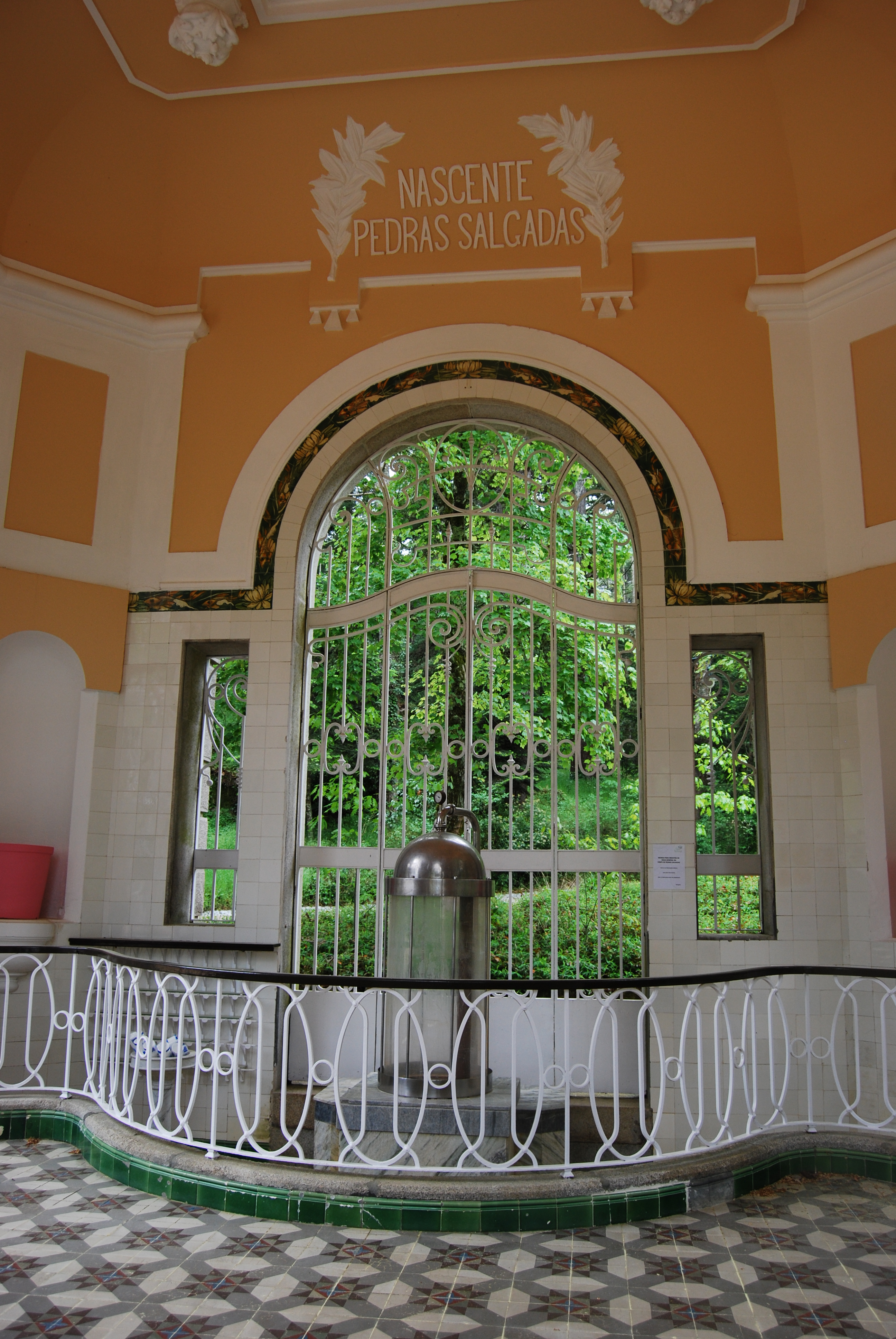
Nascente de Pedras Salgadas

As Termas de Pedras Salgadas situam-se na freguesia de Bornes de Aguiar, Vila Pouca de Aguiar, Portugal.
A água é hipersalina, bicarbonatada, sódica, gasocarbónica, ferruginosa e silicatada com uma temperatura de 15 °C e pH de 6,3.

## Indicações Terapêuticas
Afecções do aparelho digestivo associadas ao fígado e à vesícula biliar, do aparelho respiratório e metabolico-endócrinas.

## História
O sucesso das termas começou quando a família real escolheu a localidade de Pedras Salgadas como destino de férias. D. Maria Pia, o rei D. Fernando e D. Carlos descobriram uma pequena localidade no interior norte de Portugal a 580 metros de altitude que conserva um microclima especial e dá origem a uma "água com vida".
Mas só mais tarde, em 1871, se iniciou a exploração deste recurso tão escasso quanto natural, que começou logo a ganhar prémios internacionais. Destes, destaca-se a distinção que alcançou logo dois anos depois em Viena de Áustria.